# TO-20 (Spanje)

De TO-20

De TO-20 of Autovía de Circunvalación de Toledo is een autovía in Castilië-La Mancha. De snelweg van 1,2 kilometer vormt een ringweg om Toledo en sluit aan op de A-42.